# Президент Сальвадору
Президент Республіки Сальвадор — глава держави і найвища посадова особа Сальвадору. Одночасно і голова держави, і голова уряду країни, також є головнокомандувачем збройних сил країни. Посада президента Сальвадору була запроваджена після проголошення незалежності Сальвадору 1 січня 1841 року від Центральноамериканської федерації. Згідно з останньою редакцією конституції Сальвадору від 1983 р. президент Сальвадору обирається на всенародних виборах строком на 5 років. Має заступника — віце-президента.

## Перелік президентів Сальвадору
- Хуан Ліндо — 7 січня — 22 червня 1841
- Педро Хосе Арсе — 22-28 червня 1841
- Хуан Ліндо — 28 червня 1841 — 1 лютого 1842 (вдруге)
- Хосе Есколастіко Марін — 1 лютого — 12 квітня 1842
- Хуан Хосе Гусман — 12 квітня — 30 червня 1842
- Хуан Хосе Гусман — 26 вересня 1842 — 10 грудня 1843 (вдруге)
- Франсіско Малеспін — 1844 — 15 лютого 1845
- Фермін Паласіос — 1-21 лютого 1846
- Еухеніо Агілар — лютого 1846 — лютого 1848
- Доротео Васконселос — лютого 1848 — березня 1851
- Фелікс Кірос — 1851
- Франсіско Дуеньяс — 1 лютого 1852 — 1 лютого 1854
- Рафаель Кампо — 19 липня 1856 — 1 лютого 1858
- Хосе Марія Перальта — грудня 1858 — січня 1860
- Херардо Барріос — січня 1860 — жовтня 1863
- Франсіско Дуеньяс — 1 лютого 1865 — 15 квітня 1871
- Сант'яго Гонсалес — 15 квітня 1871 — 1 лютого 1872
- Сант'яго Гонсалес — 1 травня 1872 — 1 лютого 1876 (вдруге)
- Рафаель Сальдівар — 1 травня 1876 — 6 квітня 1884
- Хосе Росалес — 18-22 червня 1885
- Франсіско Менендес — 22 червня 1885 — 22 червня 1890
- Карлос Есета — 22 червня 1890 — 9 червня 1894
- Рафаель Гутьєррес — 10 червня 1894 — 14 листопада 1898
- Томас Регаладо — 14 листопада 1898 — 1 березня 1903
- Хосе Ескалон — 1 березня 1903 — 1 березня 1907
- Фернандо Фігероа — 1 березня 1907 — 1 березня 1911
- Енріке Араухо — 1 березня 1911 — 8 лютого 1913
- Карлос Мелендес — 9 лютого 1913 — 29 серпня 1914
- Кіньйонес Моліна — 29 серпня 1914 — 1 березня 1915
- Карлос Мелендес — серпня 1915 — березня 1918 (вдруге)
- Кіньйонес Моліна — березня 1918 — 1 березня 1919 (вдруге)
- Хорхе Мелендес — 1 березня 1919 — 1 березня 1923
- Кіньйонес Моліна — 1 березня 1923 — 1 березня 1927 (втретє)
- Піо Ромеро Боске — 1 березня 1927 — 1 березня 1931
- Артуро Араухо — 1 березня — 2 грудня 1931
- Максіміліано Ернандес Мартінес — 4 грудня 1931 — серпня 1934
- Ігнасіо Менендес — серпня 1934 — березня 1935
- Максіміліано Ернандес Мартінес — березня 1935 — травня 1944 (вдруге)
- Ігнасіо Менендес — травня — серпня 1944
- Остін Агірре-і-Салінас — серпня 1944 — березня 1945
- Сальвадор Кастаньєда — березня 1945 — грудня 1948
- Оскар Осоріо — грудня 1948 — вересня 1956
- Хосе Марія Лемус — вересня 1956 — жовтня 1960
- Адальберто Рівера — 1 липня 1962 — 1 липня 1967
- Санчес Ернандес — 1 липня 1967 — 1 липня 1972
- Армандо Моліна — 1 липня 1972 — 1 липня 1977
- Умберто Ромеро Мена — 1 липня 1977 — 15 жовтня 1979
- Адольфо Арнольдо Махано — 15 жовтня 1979 — 15 травня 1980
- Хайме Абдул Гутьєррес — 15 травня — 22 грудня 1980
- Наполеон Дуарте — 22 грудня 1980 — 2 травня 1982
- Альваро Маганья — 2 травня 1982 — 1 червня 1984
- Наполеон Дуарте — 1 червня 1984 — 1 червня 1989 (вдруге)
- Альфредо Крістіані — 1 червня 1989 — 1 червня 1994
- Армандо Кальдерон Соль — 1 червня 1994 — 1 червня 1999
- Франсіско Флорес — 1 червня 1999 — 1 червня 2004
- Антоніо Сака — 1 червня 2004 — 1 червня 2009
- Маурісіо Фунес — 1 червня 2009 — 1 червня 2014
- Сальвадор Санчес Серен — 1 червня 2014 — 1 червня 2019
- Наїб Букеле  - 1 червня 2019 - і нині